# Gusman Kyrgyzbayev
Gusman Kyrgyzbayev (28 de setembro de 1992) é um judoca cazaque, medalhista olímpico.